# 马科 (吉伦特省)
马科（法語：Macau，法語發音：[mako]）是法国吉伦特省的一个市镇，属于波尔多区。

## 地理
马科（45°0'30"N, 0°36'50"W）面积19.56 平方千米，位于法国新阿基坦大区吉倫特省，该省份为法国西南部沿海省份，是法國本土面积最大的省，北起滨海夏朗德省，西临大西洋，南至朗德省，东南接洛特-加龍省，东临多爾多涅省。
与马科接壤的市镇（或旧市镇、城区）包括：马尔戈-康特纳克、吕东梅多克、昂贝斯、阿尔萨克、吉伦特河畔巴永、拉巴尔德、勒皮扬梅多克。

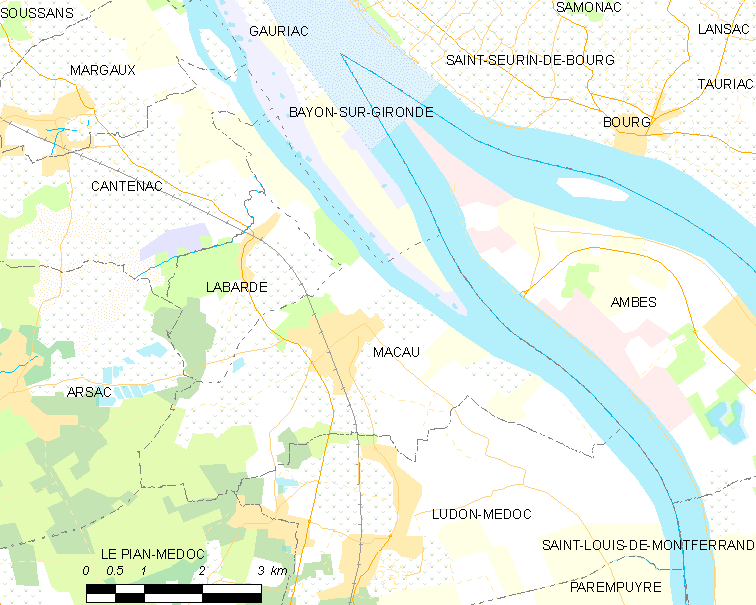
的OSM定位图

马科的时区为UTC+01:00、UTC+02:00（夏令时）。

## 行政
马科的邮政编码为33460，INSEE市镇编码为33262。

## 政治
马科所属的省级选区为南梅多克县。

## 人口

1962-2008年间人口变化图示

马科于2022年1月1日时的人口数量为4575人。